# Justin Rose
Justin Rose (30 de julho de 1980) é um jogador profissional de golfe da Inglaterra. Rose foi campeão do US Open de golfe em 2013.

## Carreira

### US Open de 2013
Com uma tacada acima do par, Justin Rose derrotou Jason Day e Phil Mickelson e se tornou campeão do US Open de golfe de 2013, o primeiro major de sua carreira.

## Títulos

### Torneios Major´s (1)
| Ano  | Campeonato | Resultados           | Margem    | Vice-campeão               |
| ---- | ---------- | -------------------- | --------- | -------------------------- |
| 2013 | U.S. Open  | +1 (71-69-71-70=281) | 2 tacadas | Jason Day e Phil Mickelson |